# Уитти, Ларри, барон Уитти
Джон Лоуренс Уитти, барон Уитти (англ. John Lawrence Whitty, Baron Whitty; род. 15 июня 1943) — британский политик и пэр, член Палаты лордов (с 1996).

## Биография
Родился 15 июня 1943 года. Учился в средней школе в районе Хаммерсмит и Фулем, Лондон, а затем с отличием окончил Колледж Святого Иоанна, получив степень бакалавра по экономике. С 1960 по 1962 год он работал в авиакомпании Hawker Siddeley, после чего перешёл на работу в ведомство авиационных технологий.

## Карьера
В 1970 году Уитти устроился в Британский конгресс тред-юнионов, где проработал до 1973 года.
В 1985 году он стал генеральным секретарём Лейбористской партии, пробыв на этом посту до 1994 года. В годы пребывания в должности Уитти был частью реформистского руководства Нила Киннока, уделяя особое внимание вопросам изменения внутренних правил и перехода к национальной схеме членства.
21 октября 1996 года Уитти был назначен пожизненным пэром и получил титул барона Уитти. С мая 1997 года по июль 1997 года он являлся лордом-в-ожидании, а затем стал заместителем государственного секретаря по вопросам сельского хозяйства и продовольствия, оставаясь на посту до парламентских выборов 2005 года.

## Личная жизнь
Уитти женат и имеет двоих сыновей от первого брака. Брат Уитти, Джефф, был директором Института образования Лондонского университета.